# Salvatore Totino
Salvatore Totino A.S.C. es un director de fotografía estadounidense. Fue invitado a unirse a AMPAS en 2006, y ha sido miembro de la American Society of Cinematographers (ASC) desde 2007.

## Filmografía
| Año  | Título                 | Director          |
| ---- | ---------------------- | ----------------- |
| 2017 | Spider-Man: Homecoming | Jon Watts         |
| 2016 | Inferno                | Ron Howard        |
| 2015 | Concussion             | Peter Landesman   |
| 2015 | Everest                | Baltasar Kormákur |
| 2012 | People Like Us         | Alex Kurtzman     |
| 2011 | The Dilemma            | Ron Howard        |
| 2009 | Ángeles y demonios     | Ron Howard        |
| 2008 | Frost/Nixon            | Ron Howard        |
| 2006 | El código Da Vinci     | Ron Howard        |
| 2005 | Cinderella Man         | Ron Howard        |
| 2003 | The Missing            | Ron Howard        |
| 2002 | Changing Lanes         | Roger Michell     |
| 1999 | Un domingo cualquiera  | Oliver Stone      |

### Música
| Año  | Título                                                    | Canción                        |
| ---- | --------------------------------------------------------- | ------------------------------ |
| 2003 | The Best of R.E.M.: In View 1988-2003                     | What's the Frequency, Kenneth? |
| 2002 | U2: The Best of 1990-2000                                 | Staring at the Sun             |
| 2001 | Bruce Springsteen: The Complete Video Anthology 1978-2000 | Secret Garden                  |
| 1998 | Radiohead: 7 Television Commercials                       | Fake Plastic Trees             |